# Lygus mexicanus
Lygus mexicanus är en insektsart som beskrevs av Kelton 1973. Lygus mexicanus ingår i släktet Lygus och familjen ängsskinnbaggar. Inga underarter finns listade i Catalogue of Life.